# Nebraska (음반)
| 전문가 평가                   | 전문가 평가 |
| 평가 점수                     | 평가 점수   |
| 출처                          | 점수        |
| ----------------------------- | ----------- |
| AllMusic                      | [ 2 ]       |
| Chicago Tribune               | [ 3 ]       |
| Encyclopedia of Popular Music | [ 4 ]       |
| MusicHound Rock               | 3.5/5       |
| Pitchfork                     | 10/10       |
| Q                             | [ 7 ]       |
| Rolling Stone                 | [ 8 ]       |
| The Rolling Stone Album Guide | [ 9 ]       |
| Tom Hull                      | B+          |
| The Village Voice             | A−          |

《Nebraska》는 미국의 싱어송라이터 브루스 스프링스틴이 1982년 9월 30일, 컬럼비아 레코드에서 발표한 여섯 번째 스튜디오 음반이다.
4트랙 카세트 테이프인 포르타스튜디오 144에 녹음된 《Nebraska》의 곡들은 원래 E 스트리트 밴드와 함께 녹음될 곡의 데모곡으로 만들어졌다. 그러나 스프링스틴은 결국 데모를 직접 발표하기로 결정했다. 《Nebraska》는 그의 카탈로그에서 가장 높이 평가되는 음반 중 하나이다.
《Nebraska》에 실린 이 노래들은 인생의 전환점이나 도전에 직면한 평범하고 낙천적인 블루칼라 캐릭터들을 다루고 있다. 이 노래들은 또한 주인공이 전기 의자에서 사형을 선고 받는 타이틀 트랙에서처럼 미래에 대한, 혹은 전혀 미래가 없는 외부인, 범죄자, 대량 살인범들의 주제를 거의 희망이 없이 다룬다. 에너지와 젊음, 낙천, 기쁨을 발산하는 경우가 많았던 기존 음반과 달리 《Nebraska》의 보컬 톤은 가사에 담긴 덧없는 은혜와 구원의 순간을 엮은 채 엄숙하고 사려 깊다. 음악평론가 윌리엄 룰만은 이 음반의 반동적인 목소리와 분위기가 짙은 서정적인 내용과 결합되어 "주요 스타가 메이저 음반사에서 발매한 가장 도전적인 음반 중 하나"라고 묘사했다. 음반의 침울한 내용 때문에, 스프링스틴은 음반의 지지로 투어를 하지 않기로 결정해, 투어의 지원을 받지 않았던 스프링스틴의 유일한 메이저 발매가 되었다.

## 배경
브루스 스프링스틴의 다섯 번째 스튜디오 음반 《The River》는 1980년 10월에 발매되었다. 이 음반과 이어진 투어는 스프링스틴과 E 스트리트 밴드에게 지금까지 중 가장 큰 상업적 성공을 안겨주었다. 그러나 이러한 주목은 그가 연예인으로서 자신의 역할에 대해 내적으로 성찰하게 만들었다. 스프링스틴은 나중에 《The River》의 성공으로 인해 "내가 성장해온 사람들과, 내가 노래로 표현해왔던 사람들과 너무 동떨어진 존재가 되었다는 데서 매우 복잡한 감정을 느끼게 되었다"고 밝혔다. 투어가 끝난 후인 1981년 9월, 그는 뉴저지주 콜츠넥에 새로 임대한 목장으로 칩거했다.

## 곡 목록
모든 곡들은 브루스 스프링스틴에 의해 작사/작곡하였다.
| #  | 제목                    | 재생 시간 |
| -- | ----------------------- | --------- |
| 1. | 〈Nebraska〉            | 4:27      |
| 2. | 〈Atlantic City〉       | 3:54      |
| 3. | 〈Mansion on the Hill〉 | 4:03      |
| 4. | 〈Johnny 99〉           | 3:38      |
| 5. | 〈Highway Patrolman〉   | 5:39      |
| 6. | 〈State Trooper〉       | 3:15      |

| #  | 제목                  | 재생 시간 |
| -- | --------------------- | --------- |
| 1. | 〈Used Cars〉         | 3:05      |
| 2. | 〈Open All Night〉    | 2:55      |
| 3. | 〈My Father's House〉 | 5:43      |
| 4. | 〈Reason to Believe〉 | 4:09      |

## 인증
| 국가                       | 인증     | 판매량/출하량 |
| -------------------------- | -------- | ------------- |
| 오스트레일리아 (ARIA)      | 플래티넘 | 70,000^       |
| 캐나다 (뮤직 캐나다)       | 골드     | 50,000^       |
| 영국 (BPI)                 | 골드     | 100,000^      |
| 미국 (RIAA)                | 플래티넘 | 1,000,000^    |
| ^출하량을 기반으로 한 인증 |          |               |